# Perfect (canção de Anne-Marie)
"Perfect" é uma canção da cantora e compositora inglesa Anne-Marie do seu álbum de estreia, Speak Your Mind (2018). Ela foi remixada e renomeada de "Perfect to Me", quando foi lançada como sétimo single do projeto em 2 de novembro de 2018. O site Scoop.co.nz relatou o lançamento da canção em meados de outubro, antes que Anne-Marie o anunciasse oficialmente em 31 de outubro.

## Recepção crítica
O site News.com.au chamou a faixa de "corpo positivo" e disse que Anne-Marie estava fazendo um "acorde retumbante" com faixas como "Perfect". A revista GQ reviu a performance ao vivo de Anne-Marie da música em uma loja da Rough Trade no Brooklyn, dizendo que "ela começa a gritar as suas inseguranças para o público: sobre o desejo de querer ter pernas mais longas, nunca se encaixar e comer uma grande quantidade de sobremesa. Então ela faz o impensável. Ela agarra e belisca sua própria gordura corporal no palco", passando a dizer que sabe como "fazer um show".

## Promoção
Anne-Marie anunciou o lançamento da faixa em 31 de outubro, e apresentando a nova versão da canção pela primeira vez ao vivo no estúdio da BBC Radio 2 em 31 de outubro de 2018.

## Vídeo da música
Um videoclipe para a canção foi lançado em 8 de novembro de 2018 no canal de Anne-Marie no YouTube. Transmitindo uma bela mensagem de amor-próprio, o vídeo começa com Anne-Marie explicando como sua definição de "perfeito" mudou ao longo dos anos, com fotos e vídeos de sua infância passando ao fundo. De quando ela era pequena era ao vencer um esporte, adolescente sendo a mais magra possível agora; ser diferente de todas as outras pessoas no mundo inteiro. Esta abertura falada cria o cenário para um vídeo simplesmente deslumbrante que mostra Anne-Marie e uma variedade de pessoas diferentes apresentadas aos espectadores. Ao longo do vídeo, a música é interrompida pra que possamos ouvir as diferentes interpretações de diferentes pessoas, descrevendo o que "perfeito" significa para elas. Mais frequentemente do que não lutar no início para responder, isso varia desde a aparência com um ‘corpo de Barbie’ até a sensação de ser ‘verdadeiramente você’ e ser a forma como alguém se sente dentro de seu corpo, em vez de sua aparência. Anne-Marie define perfeito para mim como 'Liberdade. Liberdade para sentir como você quer se sentir e fazer o que quiser. Contanto que você esteja sendo bom para as pessoas.' “No momento, o significado de perfeição para mim é ser diferente. Ser diferente de todas as outras pessoas no mundo. Eu simplesmente acho isso lindo”, ela diz para a câmera. Com uma mensagem poderosa de auto-aceitação, ela rola na letra: "Amo cada parte do meu corpo / Da cabeça aos pés / Não sou uma supermodelo de revista / Estou bem em não ser perfeita / Porque isso é perfeito para mim."
Enquanto a cantora abertamente rola e encontra sua própria zona de conforto, ela também oferece um ângulo diferente: fotos dos bastidores de um ensaio fotográfico editorial onde Ann Marie está coberta de maquiagem, extensões de cabelo e uma roupa sexy ao estilo cowgirl, que apesar que ela pareça linda, ela claramente não se sente tão confortável, conforme o vídeo continua e seu look fica ainda mais editado. Conforme a faixa evolui, as extensões vão saindo, a maquiagem sai e as unhas postiças são removidas; rapidamente, revelando sua beleza natural. Apesar de tirar tudo o que a torna "perfeita", uma frase que se destaca é "Esta é a sua hora, a hora de sua vida ser sua" e algo dentro de si torna isso sem esforço. Chegando ao fim, o vídeo mostra todos os participantes se reunindo com Anne-Marie para fazer caretas engraçadas e, em geral, se divertir muito.
A letra da música é simples e identificável. Anne-Marie canta sobre como você não precisa se curvar a todas as normas sociais convencionais para ser feliz. Você não precisa ser magro como uma barbie. Você não precisa ter um rosto imaculado. Você não precisa usar roupas sexy. Você não precisa ter uma aparência Disney Princess perfeita para ser feliz ou viver sua vida. A vida é muito curta para agradar aos outros.

## Alinhamento de faixas
Download digital & streaming
1. "Perfect to Me" – 3:17

Download digital – Back N Fourth Remix
1. "Perfect to Me (Back N Fourth Remix)" – 3:31

Download digital – Acústica
1. "Perfect to Me (Acoustic)" – 3:33

Download digital – Pink Panda Remixes
1. "Perfect To Me (Pink Panda's All Day Long Remix)" – 3:26
2. "Perfect To Me (Pink Panda's All Night Long Remix)" – 3:33

Download digital – Nicolas Haelg Remix
1. "Perfect to Me (Nicolas Haelg Remix)" – 3:06

## Desempenho nas paradas musicais

### Paradas semanais
| Tabela musical (2018–19)                     | Melhor posição |
| -------------------------------------------- | -------------- |
| Bélgica (Ultratop 50 de Flandres)            | 35             |
| Bélgica (Ultratip Bubbling Under da Valônia) | 30             |
| Escócia (Scottish Singles Chart)             | 44             |
| Irlanda (IRMA)                               | 34             |
| Nova Zelândia Hot Singles (RMNZ)             | 10             |
| Reino Unido (UK Singles Chart)               | 41             |

### Tabelas de fim de ano
| Tabela musical(2019) | Posição |
| -------------------- | ------- |
| Portugal (AFP)       | 893     |

### Certificações
| Pais                                                                        | Provedor | Certificação | Certificações e vendas |
| --------------------------------------------------------------------------- | -------- | ------------ | ---------------------- |
| Reino Unido                                                                 | (BPI)    | Prata        | 200,000^               |
| ^apenas com base na certificação ‡vendas+streaming com base na certificação |          |              |                        |

## Histórico de lançamento
| Região | Data                  | Formato                    | Gravadora | Ref.   |
| ------ | --------------------- | -------------------------- | --------- | ------ |
| Mundo  | 2 de Novembro de 2018 | Download digital streaming | Asylum    | [ 22 ] |